# Rosane Maggioni
Rosane de Andrade Maggioni Silva (Guarulhos, 4 de janeiro de 1992) é uma jogadora de voleibol brasileira. atuante na posição de Levantadora que na categoria infantojuvenil sagrou-se bicampeã nos Sul-Americanos de 2006 e 2008, ambos no Peru e no Mundial de 2009 na Tailândia. 

## Carreira
É irmã da central Renata Maggioni e no ano de 2006 foi convocada para Seleção Brasileira pelo técnico Antônio Rizola Neto e disputou o Campeonato Sul-Americano Infantojuvenil em Lima, sagrando-se campeã e esteve no elenco nesta mesma categoria da seleção para preparação para o Campeonato Mundial da categoria, a ser cuja sede foi no México, nas cidades de Tijuana e Mexicali, na condição de levantadora e oposto vestiu a camisa#11ocasião que encerrou na quinta posição geral,, época que estava vinculada ao Finasa Osasco.
Obteve a medalha de ouro no Campeonato Sul-Americano Infantojuvenil de 2008, sediado em Lima sendo premiada como a melhor levantadora.
Foi convocada pelo técnico Luizomar de Moura para disputar o Campeonato Mundial Infantojuvenil de 2009 em Nakhon Ratchasima, quando foi a capitã da equipe e vestiu a camisa#1e conquistou a medalha de ouro.Na edição da Superliga Brasileira A 2009-10 atuou pelo  Macaé Sports.
Em 2010 foi convocada pelo técnico Luizomar de Moura para seleção brasileira de novas na edição da Copa Pan-Americana. e finalizou na oitava posição, no mesmo ano disputou a edição do Campeonato Sul-Americano Juvenil na cidade colombiana de Envigado, e conquistou a medalha de ouro.
Foi convocada para integrar Seleção Sub-23 e disputar a edição dos Jogos Sul-Americanos de 2010, realizados em Medellín, em tal edição alcançou a medalha de ouro e o prêmio de Melhor Bloqueadora da competição.Renovou com o Macaé Sports e na edição da Superliga Brasileira A 2010-11 se classificou para as quartas-de-final, mas terminou na sexta posição.Foi convocada por Luizomar de Moura para a preparação do Mundial Juvenil de 2011 no Peru.
Em sua terceira temporada consecutiva  pelo Macaé Sports competiu na jornada 2011-12, foi vice-campeã carioca sob o comando do Chicãoe na Superliga Brasileira A 2011-112 e encerrou na décima primeira posição da Superliga Brasileira A correspondente.
Transferiu-se para o  Vôlei Amil na temporada 2012-13, cujo técnico era Zé Roberto  e conquistou o vice-campeonato paulista de 2012 e o bronze na Superliga Brasileira A 2012-13.
Renovou com o Vôlei Amil e disputou a jornada esportiva 2013-14, por este disputou a Copa São Paulo de 2013, foi bronze no Campeonato Paulista neste mesmo ano e disputou por esta equipe a Superliga Brasileira A 2013-14 e encerrou na quarta posição.
Pelo Vôlei Amil disputou também a Copa Brasil de 2014, cujas finais foram realizadas em Maringá, encerrando na quarta posição.
Atuou pelo Pinheiros no período esportivo 2014-15 e disputou a Copa São Paulo de 2014 conquistou o título da Copa São Paulo de 2014, além do título de forma invicta da Copa Banco do Brasil de 2015 em Cuiabá e disputou a Superliga Brasileira A 2014-15, finalizando na sexta colocação.Transferiu-se para o voleibol suíço nas competições de 2015-16, atuando pelo Sm'Aesch Pfeffingen sagrou-se vice-campeã da Liga A Suíça.
Através do técnico José Roberto Guimarães foi contratada para representar o GR Barueri/Hinodê visando a elite nacional e disputou  a Taça Prata de 2016 conquistando a classificação para edição da  Superliga B 2017 e conquistou o título de forma invicta e acesso a elite nacional.
Na temporada 2017-18 atuou no voleibol frances pelo Vandœuvre Nancy Volley-Ball.E no período de 2018-19 transfere-se para o Vôlei Balneário Camboriú e disputa novamente a Série A.
Na temporada 2020-21 foi anunciada como segunda levantadora do Dentil/Praia Clube, clube no qual seu marido é assistente técnico, Wendel Ramos, e obteve o vice-campeonato mineiro e da Copa Brasil, campeã do Troféu Super Vôlei e da Supercopa Brasileira, além do vice-campeonato na Superliga Brasileira A.

## Títulos e resultados
- Supercopa Brasileira de Voleibolː2020
- Troféu Super Vôleiː2020
- Copa Brasil:2015[32]
- Copa Brasil:2021
- Liga A Suiça:2015-16
- Superliga Brasileira A:2012-13[23]
- Superliga Brasileira A:2013-14[27]
- Superliga Brasileira B:2017[39]
- Campeonato Paulista: 2012 [22]
- Campeonato Carioca: 2011
- Campeonato Paulista:2013
- Copa São Paulo:2014[31]
- Campeonato Mineiro: 2020

## Premiações individuais
- Melhor Levantadora do Campeonato Sul-Americano Infantojuvenil de 2008[7]